# Włodzimierz Szpak
Włodzimierz Szpak (ur. 11 lutego 1950 w Milanówku) – polski twórca filmów dokumentalnych, reżyser, scenarzysta, fotograf, recenzent i felietonista.
Odbył studia na Wydziale Archeologii Polskiej i Powszechnej Uniwersytetu Warszawskiego, które ukończył w 1975 roku. Następnie studiował na Wydziale Reżyserii Państwowej Wyższej Szkoły Filmowej, Telewizyjnej i Teatralnej im. Leona Schillera w Łodzi (uzyskując dyplom w 1979 roku.
Jest członkiem Stowarzyszenia Filmowców Polskich.
Twórczość Włodzimierza Szpaka zdominował film dokumentalny. W jego dorobku artystycznym jest 28 utworów tego rodzaju. Swoją drogę twórczą rozpoczął nowelą „Ona” w filmie fabularnym On, ona, oni. Wyreżyserował też dwie sztuki teatralne - Rekonstrukcję poety Z. Herberta i Noce narodowe R. Brandstaettera. Niektóre jego filmy (np. Ludzie z ziemi czerwonej, Krajobraz z gęsią, Boże, zbaw Rosję) były szeroko omawiane i komentowane w mediach krajowych i zagranicznych. Włodzimierz Szpak jest laureatem kilku ważnych festiwali filmowych. I tak, za film dokumentalny Ludzie z ziemi czerwonej otrzymał pierwszą nagrodę „Srebrny Tancerz” na międzynarodowym festiwalu filmowym w hiszpańskiej miejscowości Huesca (1986), a na Międzynarodowym Festiwalu Filmów Przyrodniczych im. Włodzimierza Puchalskiego w Łodzi – Nagrodę Specjalną za Krajobraz z gęsią (1989). Był też bohaterem programu z cyklu „Mistrzowie dokumentu” na kanale Kino Polska.

## Filmografia (w układziechronologicznym)[6]
2005
- OCHRONA ŚRODOWISKA. WYZWANIA DLA POLSKI U PROGU XXI WIEKU

Serial dokumentalny,
scenariusz: Włodzimierz Szpak, Janusz Radziejowski,
reżyseria: Włodzimierz Szpak,
zdjęcia: Jacek Knopp
2001
- IMPULS AMERYKAŃSKI. RZECZ O HENRYKU SIENKIEWICZU[7][8]

Dokument fabularyzowany, scenariusz i reżyseria: Włodzimierz Szpak, zdjęcia: Stanisław Szymański, kostiumy: Renata Własow
1998
- MORD W JEKATERYNBURGU

Film dokumentalny, scenariusz i reżyseria: Włodzimierz Szpak
1997
- PRZECIWKO ŻYWOTNYM INTERESOM PRL[10]

Film dokumentalny, scenariusz i reżyseria: Włodzimierz Szpak, zdjęcia: Julian Szczerkowski
- TYGRYS[11]

Film dokumentalny, scenariusz i reżyseria: Włodzimierz Szpak, zdjęcia: Julian Szczerkowski
1996
- FAŁDY, DRAPERIE

Film dokumentalny, scenariusz i reżyseria: Włodzimierz Szpak, zdjęcia: Julian Szczerkowski
1995
- BALKONY

Film dokumentalny,
scenariusz i reżyseria: Włodzimierz Szpak,
zdjęcia: Julian Szczerkowski
- MARSZAŁKOWSKA I OKOLICE

Film dokumentalny,
scenariusz i reżyseria: Włodzimierz Szpak,
zdjęcia: Julian Szczerkowski
1994
- KARAIMI. GINĄCY NARÓD[12]

Film dokumentalny,
scenariusz i reżyseria: Włodzimierz Szpak,
zdjęcia: Stanisław Szabłowski
- ANALIZA

Scenariusz i reżyseria: Włodzimierz Szpak,
zdjęcia: Julian Szczerkowski
1992
- POTOMKOWIE WIELKICH RODÓW

Film dokumentalny,
scenariusz i reżyseria: Włodzimierz Szpak,
zdjęcia: Artur Radźko
1990
- BOŻE, ZBAW ROSJĘ[13] – zob.: https://vod.pl/filmy-dokumentalne/boze-zbaw-rosje-online-za-darmo/ydmx43y

Film dokumentalny,
scenariusz i reżyseria: Włodzimierz Szpak,
zdjęcia: Jerzy Rudziński,
konsultacja: Aleksander Achmatowicz
- JAM DWÓR POLSKI

Film dokumentalny,
scenariusz i reżyseria: Włodzimierz Szpak,
zdjęcia: Jolanta Dylewska, Rafael Marziano
1989
- Hunowie

Film dokumentalny,
scenariusz i reżyseria: Włodzimierz Szpak,
zdjęcia: Artur Radźko
1988
- ...I W OSTREJ ŚWIECISZ BRAMIE

Film dokumentalny,
scenariusz, reżyseria: Włodzimierz Szpak,
zdjęcia: Artur Radźko
- BAROK WILEŃSKI

Film dokumentalny,
scenariusz, reżyseria: Włodzimierz Szpak,
zdjęcia: Artur Radźko
1987
- CHŁOPI

Film dokumentalny,
scenariusz i reżyseria: Włodzimierz Szpak,
- KRAJOBRAZ Z GĘSIĄ[15]

Film dokumentalny,
scenariusz i reżyseria: Włodzimierz Szpak,
zdjęcia: Artur Radźko
1986
- ECHA LEŚNE

Film dokumentalny,
scenariusz i reżyseria: Włodzimierz Szpak,
- LUDZIE Z ZIEMI CZERWONEJ[3]

Film dokumentalny,
scenariusz i reżyseria: Włodzimierz Szpak,
zdjęcia: Tadeusz Wudzki
1985
- WIEŚ

Film dokumentalny,
scenariusz i reżyseria: Włodzimierz Szpak,
zdjęcia: Julian Szczerkowski
1984
- DROGI

Film dokumentalny,
scenariusz i reżyseria: Włodzimierz Szpak,
zdjęcia: Stefan Czyżewski
- LATO LEŚNYCH LUDZI

Serial fabularny,
współpraca reżyserska
1981
- On, ona, oni[16][17]

Film fabularny
- ONA

Scenariusz i reżyseria: Włodzimierz Szpak,
zdjęcia: Jan Mogilnicki
- Puszcza Świętokrzyska

Film dokumentalny,
scenariusz i reżyseria: Włodzimierz Szpak
1978
- BORSUCZA 7

Etiuda szkolna,
scenariusz i reżyseria: Włodzimierz Szpak
1977
- ANALIZA

Etiuda szkolna,
scenariusz i reżyseria: Włodzimierz Szpak
1976
- LINA

Etiuda szkolna,
scenariusz i reżyseria: Włodzimierz Szpak
- STAWISKO

Etiuda szkolna,
scenariusz i reżyseria: Włodzimierz Szpak

## Wyróżnienia
1986

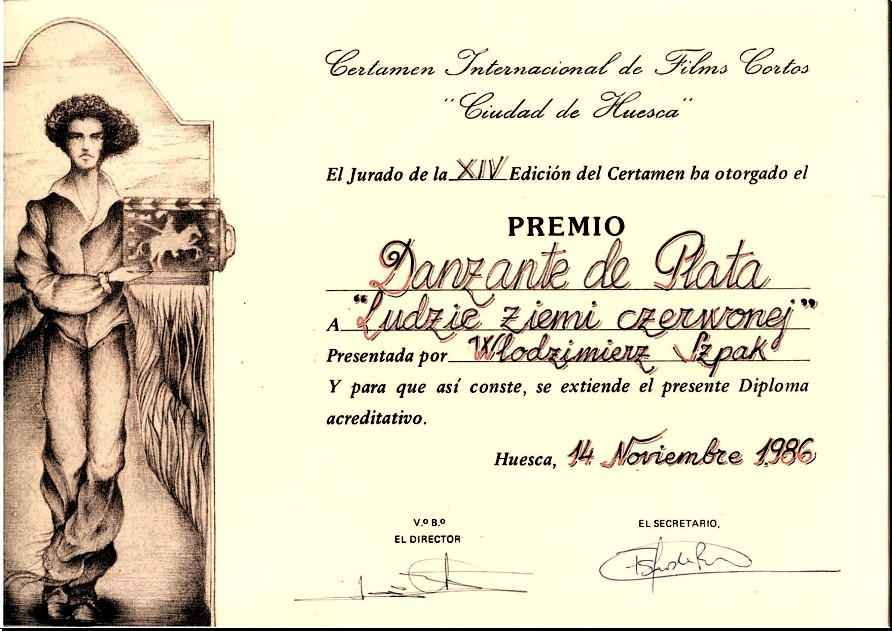
Dyplom pierwszej nagrody „Srebrny Tancerz” na Międzynarodowym Festiwalu Filmów Krótkometrażowych w hiszpańskiej miejscowości Huesca za najlepszy film dokumentalny „Ludzie z ziemi czerwonej”

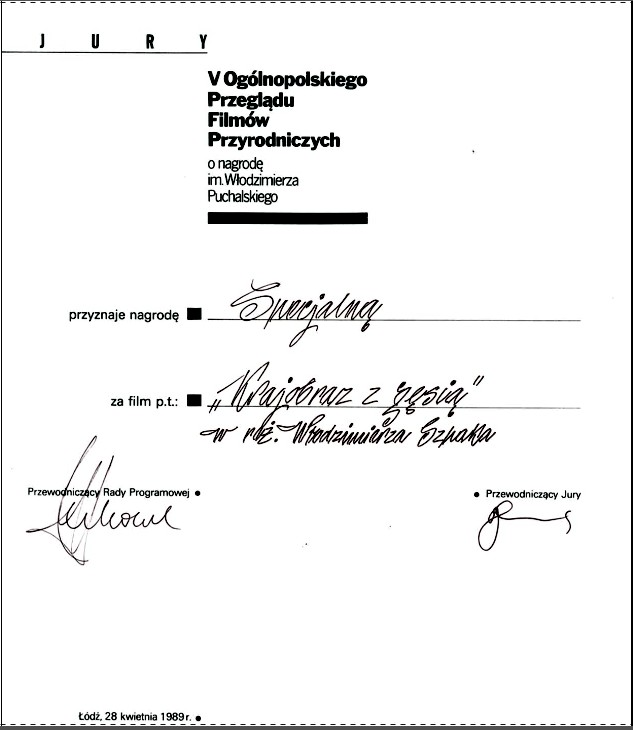
Dyplom Nagrody Specjalnej na łódzkim Międzynarodowym Festiwalu Filmów Przyrodniczych im. Włodzimierza Puchalskiego za „Krajobraz z gęsią”

Laureat pierwszej nagrody „Srebrny Tancerz” na Międzynarodowym Festiwalu Filmów Krótkometrażowych w hiszpańskiej miejscowości Huesca za najlepszy film dokumentalny „Ludzie z ziemi czerwonej”.
1989
Laureat Nagrody Specjalnej na łódzkim Międzynarodowym Festiwalu Filmów Przyrodniczych im. Włodzimierza Puchalskiego za „Krajobraz z gęsią”